# Покайница (монастырь)
Покайница (серб. Манастир Покајница, «Монастырь покаяния») — монастырь Сербской православной церкви. Расположен в Центральной Сербии около города Велика Плана. Монастырь является одним из немногих в Сербии памятников деревянной архитектуры.
Деревянная церковь, посвящённая переносу мощей святого Николая, была построена в 1818 году смередевским князем Вуицей Вуличевичем. От этого времени происходит икона святого Георгия, кроме того, дата 1818 вырезана на стене церкви. За год до этого Вуличевич вместе с другими людьми Милоша Обреновича недалеко от этого места участвовал в убийстве Карагеоргия, своего крёстного отца, так что строительство церкви было актом раскаяния, что и дало название монастырю. До 1954 года церковь функционировала как приходская, затем тут был основан монастырь. Иконостас был выполнен Константином Зографом, работавшим в Сербии в 1820-х — 1830-х годах. В центре монастыря сооружена деревянная колокольня, крыша которой, как и церкви, покрыта тёсом.
В 1951 году начались реставрационные работы в здании церкви. Иконостас отреставрирован в 1977-78 годах. В 1979 году Покайница была объявлена памятником культуры исключительного значения и поставлена под охрану государства.